# Pareumelea fervidaria
Pareumelea fervidaria är en fjärilsart som beskrevs av Walker 1866. Pareumelea fervidaria ingår i släktet Pareumelea och familjen mätare. Inga underarter finns listade i Catalogue of Life.